# K-335 Gepard
El K-335 Gepard es un submarino de la clase Akula de la Armada rusa.

## Diseño
El Proyecto 971 tiene un diseño de doble casco. El cuerpo robusto está fabricado en acero aleado de alta calidad con σт = 1 GPa (10 000 kgf/cm²). Para simplificar la instalación del equipo, el barco se diseñó utilizando bloques zonales, lo que hizo posible transferir una cantidad significativa de trabajo desde las condiciones de hacinamiento de los compartimentos del submarino directamente al taller. Una vez finalizada la instalación, la unidad zonal se "enrolla" en el casco del barco y se conecta a los cables y tuberías principales de los sistemas del barco. Se utiliza un sistema de amortiguación de dos etapas: todos los mecanismos se colocan sobre cimientos amortiguados, además, cada unidad de zona está aislada del cuerpo por amortiguadores neumáticos de cuerda de goma. Además de reducir el nivel general de ruido de los submarinos nucleares, dicho esquema puede reducir el impacto de las explosiones submarinas en el equipo y la tripulación. El barco tiene una unidad de cola vertical desarrollada con una bola aerodinámica, en la que se encuentra la antena remolcada. También en el submarino hay dos propulsores reclinables y timones horizontales de proa retráctiles con flaps. Una característica del proyecto es la conexión acoplada sin problemas de la unidad de cola al casco. Esto se hace para reducir los remolinos hidrodinámicos que generan ruido.
El suministro de energía se lleva a cabo mediante una central nuclear. El barco líder, K-284 Akula, estaba equipado con un reactor nuclear refrigerado por agua a presión OK-650M.01. En pedidos posteriores, la AEU tiene mejoras menores. Algunas fuentes informan que los barcos posteriores están equipados con reactores OK-9VM. La potencia térmica del reactor es de 190 MW, la potencia del eje es de 50 000 litros. con. Dos motores eléctricos auxiliares en las columnas exteriores articuladas tienen una capacidad de 410 hp. con un generador diesel ASDG-1000.

## Construcción
El submarino fue iniciado el 23 de septiembre de 1991 en Sevmash, Severodvinsk. Botado el 17 de septiembre de 1999 y comisionado el 5 de diciembre de 2001 en la Flota del Norte.

## Historial operativo

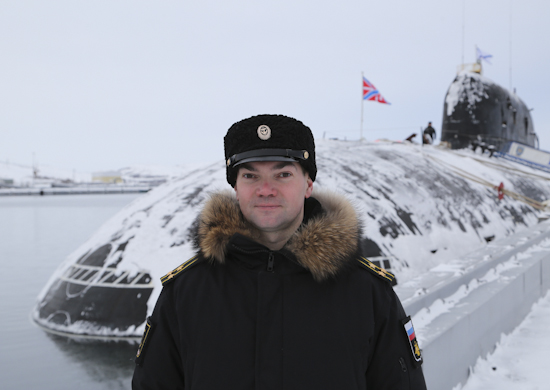
Dmitry Maslov

El 22 de febrero de 1993, pasó a llamarse Gepard.
A mediados de enero de 2012, apareció en la prensa información sobre un incendio en un barco. El Ministerio de Defensa de Rusia negó oficialmente la información sobre el incendio y afirmó que se produjo un pequeño incendio en el submarino debido a una lámpara portátil rota, que fue extinguido rápidamente por el sistema LOCH, no hubo heridos, ni daños, el servicio en el barco estaba en modo normal. El incendio ocurrió durante el mantenimiento del barco en el astillero 10, un trabajador de la planta dejó caer una lámpara de alcohol, el sistema de extinción de incendios funcionó dos veces.
En la noche del 11 de febrero de 2012, el comandante del compartimiento de torpedos, el teniente mayor Maxim Galkin, fue encontrado ahorcado en el submarino nuclear Gepard. Se realizó una investigación interna en virtud del artículo 110 del Código Penal de la Federación Rusa y lo dictaminó como un suicidio.
En marzo de 2014, la tripulación a bordo del submarino nuclear Gepard recibió la Copa Desafío del Comandante de la Flota del Norte (SF) según los resultados de la competencia de habilidades profesionales.
En noviembre de 2015, el Gepard volvió al servicio después de la restauración de la disponibilidad técnica en el astillero Nerpa. El barco de propulsión nuclear se unió a la composición de los buques de guerra de las fuerzas submarinas de la Flota del Norte.
En 2020, el excomandante del Gepard, Dmitry Maslov, recibió el título de Héroe de la Federación de Rusia.
El 18 de junio de 2021, en el Mar de Barents, como parte de un ejercicio táctico planificado en los campos de entrenamiento de combate de la Flota del Norte, el submarino de crucero de propulsión nuclear Gepard realizó un ataque de entrenamiento con torpedos por parte de un destacamento de barcos enemigos imaginarios con disparos de salva con municiones de práctica. El ejercicio de combate fue con resultado exitoso. Tras completar el ataque, los submarinistas practicaron una maniobra de evasión y otra de evasión de un ataque de represalia.